# Liste der Baudenkmäler in Weilerswist und Neuheim

Die Liste der Baudenkmäler in Weilerswist und Neuheim enthält die denkmalgeschützten Bauwerke auf dem Gebiet von Weilerswist-Weilerswist in Nordrhein-Westfalen (Stand: 31. Dezember 2010). Diese Baudenkmäler sind in der Denkmalliste der Stadt Weilerswist eingetragen; Grundlage für die Aufnahme ist das Denkmalschutzgesetz Nordrhein-Westfalen (DSchG NRW).
| Bild           | Bezeichnung                           | Lage                                                 | Beschreibung | Bauzeit | Eingetragen seit | Denkmal- nummer |
| -------------- | ------------------------------------- | ---------------------------------------------------- | ------------ | ------- | ---------------- | --------------- |
| weitere Bilder | Burg und Hof Kühlseggen               | Weilerswist                                          |              |         |                  | 1               |
| weitere Bilder | Fachwerkhaus                          | Weilerswist Kölner Straße 99 Karte                   |              |         |                  | 2               |
| weitere Bilder | Fachwerk-Hofanlage                    | Weilerswist Kölner Straße 135 Karte                  |              |         |                  | 8               |
| Fachwerkhaus   | Fachwerkhaus                          | Weilerswist Kölner Straße 126 Karte                  |              |         |                  | 10              |
|                | Grenzsteine Swisterhof                | Weilerswist                                          |              |         |                  | 20              |
|                | Wegekreuz und Grabmale Swisterhof     | Weilerswist                                          |              |         |                  | 21              |
| weitere Bilder | Vierkanthof                           | Weilerswist Kölner Straße 84 Karte                   |              |         |                  | 25              |
|                | Hochbehälter am Swisterberg           | Weilerswist                                          |              |         |                  | 26              |
| weitere Bilder | Fachwerkhaus                          | Weilerswist Mauritiusgasse 10 Karte                  |              |         |                  | 32              |
| weitere Bilder | Fachwerkwinkelhof                     | Weilerswist Mauritiusgasse 17 Karte                  |              |         |                  | 33              |
| Fachwerkhaus   | Fachwerkhaus                          | Weilerswist Mauritiusgasse 19 Karte                  |              |         |                  | 75              |
| Gut Neuheim    | Gut Neuheim                           | Weilerhof Karte                                      |              |         |                  | 81              |
| weitere Bilder | Katholische Pfarrkirche St. Mauritius | Weilerswist Karte                                    |              |         |                  | 87              |
| weitere Bilder | Kirchhof St. Mauritius                | Weilerswist Karte                                    |              |         |                  | 88              |
| weitere Bilder | Kreuz                                 | Weilerswist Mauritiusgasse 11 Karte                  |              |         |                  | 89              |
| weitere Bilder | Vikarie                               | Weilerswist Mauritiusgasse 11 Karte                  |              |         |                  | 90              |
| Swisterturm    | Swisterturm                           | Weilerswist                                          |              |         |                  | 91              |
| weitere Bilder | Wegekreuz                             | Weilerswist Triftstraße/Friedrich-Ebert-Straße Karte |              |         |                  | 92              |
| Haus Heskamp   | Haus Heskamp                          | Weilerswist Bonner Straße 27 Karte                   |              |         |                  | 105             |
| weitere Bilder | Wegekreuz                             | Kessenicher Straße Karte                             |              |         |                  | 112             |
| weitere Bilder | Bildstock                             | Weilerswist Bonner Straße Karte                      |              |         |                  | 117             |
| weitere Bilder | Donatuskreuz                          | Weilerswist Bliesheimer Straße/Bachstraße Karte      |              |         |                  | 120             |
| weitere Bilder | Kreuz                                 | Weilerswist Kölner Straße 54 Karte                   |              |         |                  | 126             |
| weitere Bilder | Neuer Friedhof                        | Weilerswist Bliesheimer Straße/Bachstraße Karte      |              |         |                  | 127             |
| weitere Bilder | Kreuz an der L 194                    | Am Weißen Weg Karte                                  |              |         |                  | 137             |
| weitere Bilder | Kreuz                                 | Landstraße/Hovener Weg Karte                         |              |         |                  | 13              |
| weitere Bilder | Bahnhof Weilerswist                   | Weilerswist Bahnhofsallee Karte                      |              |         |                  | 139             |
|                | Alte Bahnmeisterei und Schuppen       | Weilerswist                                          |              |         | gelöscht         | 140             |

- Karte mit allen Koordinaten:
- OSM |
- WikiMap